# Кокетрайс
Банка Кокетрайс — охраняемая с 2001 года территория площадью 760 га в Чёрном море у берегов Болгарии в северной части Бургасского залива, в 15 км к востоку от Несебра.
Песчаная банка Кокетрайс — стала второй из двух природоохранных территорий болгарской черноморской акватории (с 1966 года часть северной болгарской акватории входит в заповедник «Калиакра»).
Особый статус банки Кокетрайс был установлен для защиты бентоса в связи с открывшимися данными о резком сокращении доли консервативных видов моллюсков. По данным Болгарского института океанологии запрет на ловлю рыбы и моллюсков в районе Кокетрайс дал положительные результаты. Предполагается значительное расширение защищённых территорий акватории.